# Gare de Montpellier-Saint-Roch
Gare de Montpellier-Saint-Roch – stacja kolejowa w Montpellier, w regionie Oksytania, we Francji. Stacja ma 3 perony.